# 拉斯卡里
拉斯卡里（義大利語：Lascari），是意大利西西里大区巴勒莫广域市的一个市镇。总面积10平方公里，人口3504人，人口密度350.4人/平方公里（2009年）。ISTAT代码为082044。